# 1991-es jégkorong-világbajnokság
Az 1991-es jégkorong-világbajnokság az 55. világbajnokság volt, amelyet a Nemzetközi Jégkorongszövetség szervezett. A vb-ken a csapatok három szinten vettek részt. A világbajnokságok végeredményei alapján alakult ki az 1992-es jégkorong-világbajnokság csoportjainak mezőnye.
A világbajnokság egyben selejtező is volt az 1992. évi téli olimpiai játékokra. A világbajnokság A csoportját 1991 után 12 csapatosra bővítették, ezért a feljutások, kiesések egyediek voltak.

## A csoport
1–8. helyezettek
- Svédország – Világbajnok
- Kanada
- Szovjetunió
- Egyesült Államok
- Finnország
- Csehszlovákia
- Svájc
- Németország

Az A csoportból egyik csapat sem esett ki a 12 csapatosra történő bővítés miatt. Mindegyik csapat részt vehetett az 1992-es téli olimpiai jégkorongtornán.

## B csoport
9–16. helyezettek
- Olaszország – Feljutott az A csoportba
- Norvégia – Feljutott az A csoportba
- Franciaország – Feljutott az A csoportba
- Lengyelország – Feljutott az A csoportba
- Ausztria
- Jugoszlávia
- Hollandia
- Japán

A B csoportból az első négy csapat feljutott az A csoportba. Az első három helyezett részt vehetett az 1992-es téli olimpiai jégkorongtornán. A negyedik helyezett olimpiai selejtezőt játszott a C csoport első helyezettjével.

## C csoport
17–25. helyezettek
- Dánia – Feljutott a B csoportba
- Kína – Feljutott a B csoportba
- Románia – Feljutott a B csoportba
- Bulgária – Feljutott a B csoportba
- Nagy-Britannia
- Magyarország
- Észak-Korea
- Dél-Korea
- Belgium

A C csoportból az első négy csapat feljutott a B csoportba. Az első helyezett olimpiai selejtezőt játszott a B csoport negyedik helyezettjével. 1991-ben nem volt D csoportos vb, ezért a következő évben mindegyik csapat a C csoportban szerepelt (1992-ben C1 csoport néven).